# Mała Grań (Piaseczno)

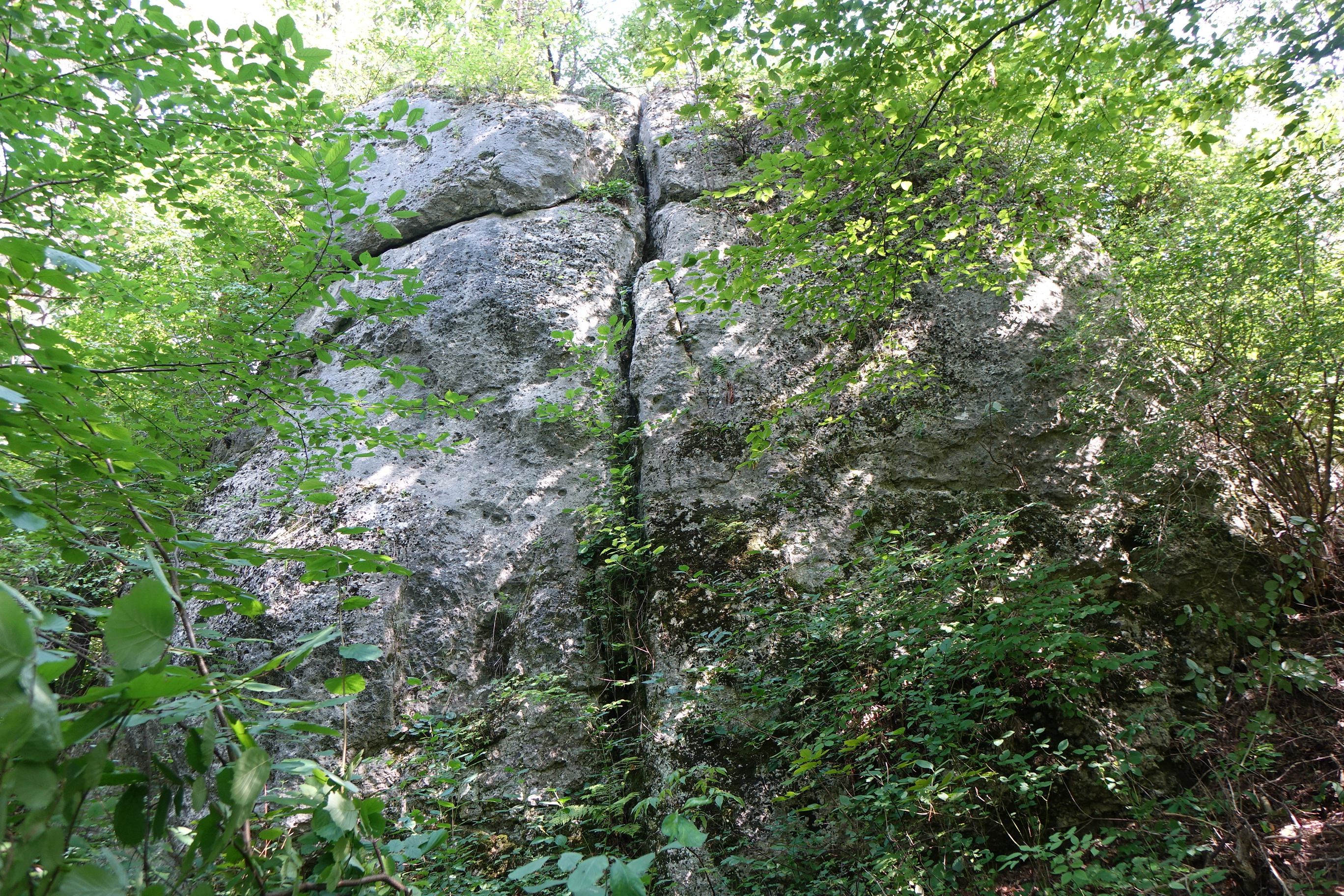

Mała Grań – dwie skały znajdujące się w lesie przy drodze ze Skarżyc do Piaseczna na Wyżynie Częstochowskiej. Znajdują się po lewej stronie drogi, w odległości około 50 m od niej i tuż przy czerwonym szlaku turystycznym, w granicach wsi Piaseczno, w województwie śląskim, w powiecie zawierciańskim, w gminie Kroczyce. Zbudowane z wapienia skały mają wysokość 10 m i uprawiana jest na nich wspinaczka skalna.

## Drogi wspinaczkowe
Skały mają ściany połogie i pionowe z filarem i kominem. Jest na nich 6 dróg wspinaczkowych o trudności od III do VI.5 w skali Kurtyki. Na trzech z nich zamontowano ringi (r) i stanowiska zjazdowe (st).
1. Komin; V+, 9 m
2. Bez nazwy; VI.5, 10 m
3. Pan tenorek; 3r + st, VI.1+, 10 m
4. Bez nazwy; 3r + st, III, 10 m
5. Bez nazwy; 1r, IV
6. Bez nazwy; VI, 10 m
7. Bez nazwy; VI.1+[1].

W odległości około 100 m na północny zachód, na skraju lasu, przy tym samym czerwonym szlaku turystycznym jest Skała z Krzyżem.
Obok Małej Grani i Skały z Krzyżem biegnie Szlak Orlich Gniazd – odcinek z Żerkowic do Zamku w Morsku.